# Đảo Vancouver

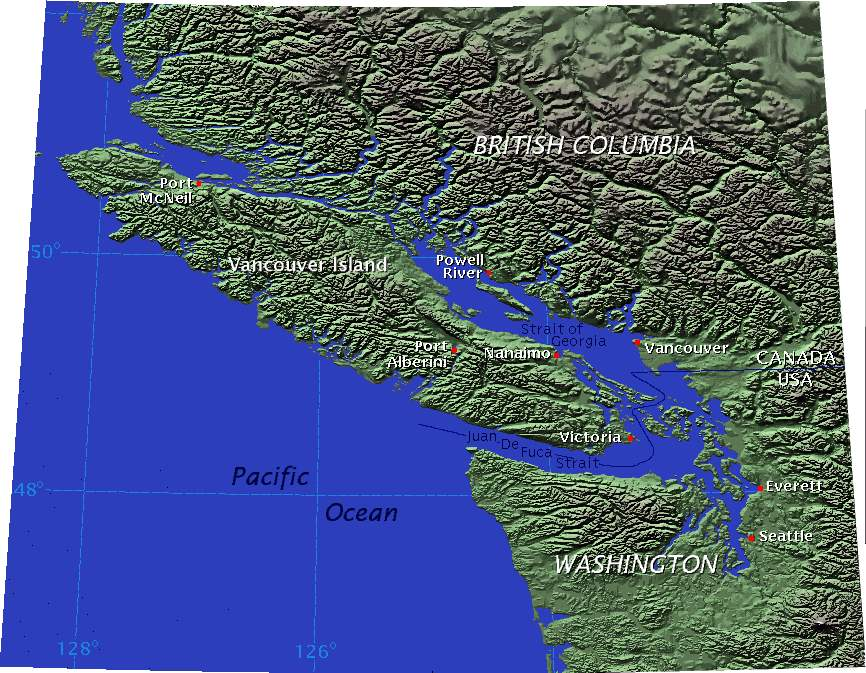
Đảo Vancouver.

Đảo Vancouver là một hòn đảo lớn ở British Columbia, Canada. Đây là một trong nhiều địa điểm ở Bắc Mỹ được đặt tên theo George Vancouver, sĩ quan Hải quân Hoàng gia Anh người đã khám phá bờ biển Tây Bắc Thái Bình Dương của Bắc Mỹ từ 1791 và 1794. Trong khi thành phố Vancouver nằm trên lục địa Bắc Mỹ, Victoria thủ phủ của British Columbia, nằm trên hòn đảo này.
Hòn đảo này có kích thước dài 460 km (290 dặm) và rộng 80 km (50 dặm) tại điểm rộng nhất của nó. Với diện tích 32.134 km2 (12.407 dặm Anh vuông), đảo Vancouver là đảo lớn nhất Thái Bình Dương đảo phía đông của New Zealand, là hòn đảo lớn nhất trên các phụ phía tây của Bắc Mỹ, đảo lớn thứ 43 thế giới, lớn thứ 11 của Canada, và là đảo đông dân thứ nhì Canada sau đảo Montréal. Tổng điều tra dân số năm 2001 đảo có dân số 656.312 người. Theo số liệu thống kê của British Columbia năm 2008 ước tính dân số đảo 740.876 người. Gần một nửa trong số này (331.491) sống ở Vùng đại đô thị Victoria. Các thành phố khác đáng chú ý và thị trấn trên đảo Vancouver bao gồm Nanaimo, Port Alberni, Parksville, Courtenay, Campbell River, và Tofino.